# Koichiro Katafuchi
Koichiro Katafuchi (片渕 浩一郎 Katafuchi Koichiro?), född 29 april 1975 i Saga prefektur, är en japansk före detta fotbollsspelare.
Katafuchi började sin karriär 1998 i Sagan Tosu. Han spelade 58 ligamatcher för klubben. 2002 flyttade han till Albirex Niigata. Han avslutade karriären 2002.